# Медведев, Игорь Павлович
И́горь Па́влович Медве́дев (1 ноября 1935, Денисовка, Свердловская область — 31 августа 2024, Санкт-Петербург) — советский и российский историк, специалист по истории Византии, западноевропейскому средневековью и русско-византийским отношениям. Член-корреспондент РАН с 30 мая 1997 года по Отделению истории (всеобщая история, включая этнологию), академик с 28 октября 2016 года, лауреат Государственной премии РФ (1996) за монографию «Культура Византии IV—XV веков» в трёх томах.

## Биография
Родился в спецпоселении, куда была сослана его мать — в с. Денисовка Билимбаевского района Свердловской области, вырос в многодетной семье. Учился в спортивном техникуме.
В 1963 году окончил исторический факультет Уральского государственного университета, где учился у профессора М. Я. Сюзюмова, основателя уральской школы византинистики.
В 1963—1966 годах — аспирант ЛОИИ АН СССР (научные руководители Е. Э. Липшиц и Е. Ч. Скржинская). С 1966 года работал в ЛОИИ (Санкт-Петербургский институт истории РАН).
В 1967 году защитил кандидатскую диссертацию «Мистра. (Поздневизантийский феодальный город)», в 1978 году — докторскую диссертацию «Византийский гуманизм XIV—XV вв.».
С 1988 года — председатель Петербургской (Ленинградской) византийской группы. Заместитель ответственного редактора «Византийского временника», член редколлегии сборника «Вспомогательные исторические дисциплины».
С 1997 года — член-корреспондент РАН, с 2016 года — академик РАН.
Умер 31 августа 2024 года после продолжительной болезни в возрасте 88 лет.

## Основные работы
Автор более 200 научных публикаций, в том числе:
- Мистра. Очерки истории и культуры поздневизантийского города. — Л.: Наука, 1973.
- Византийский гуманизм XIV-XV вв. — Л.: Наука, 1976. — 257 с. — ISBN 5-89329-027-5. (2-е изд. 1997)
- Византийский Земледельческий закон. Л., 1984 (в соавт.);
- Очерки византийской дипломатики: Частноправовой акт. — Л.: Наука, 1988. — 258 с.
- Архивы русских византинистов в Санкт-Петербурге. СПб., 1995, 1999 (редактор).
- Правовая культура Византийской империи. — СПб.: Алетейя, 2001.
- Петербургское византиноведение. Страницы истории. — СПб.: Алетейя, 2006.
- Судьба ученого: Владимир Николаевич Бенешевич. Сборник статей. — М.: Издательский дом ЯСК, 2021. (Монфокон. Вып. 6.)
- Историки в истории: поиски и свершения / сост. М. Н. Румынская; отв. ред. Б. Л. Фонкич, М. В. Бибиков, А. Г. Бондач. — М. Языки славянских культур, 2022.

## Награды
Лауреат Государственной премии РФ (1996), премии имени С. Ф. Ольденбурга в области гуманитарных наук (2002) и Макариевской премии (2005).